# Богородське (Благовіщенський район)
Богоро́дське (рос. Богородское, башк. Богородский) — село у складі Благовіщенського району Башкортостану, Росія. Адміністративний центр Богородської сільської ради.
Населення — 466 осіб (2010; 493 в 2002).
Національний склад:
- росіяни — 65 %